# Michel Droit
Michel Droit (Vincennes, 23 gennaio 1923 – La Celle-Saint-Cloud, 22 giugno 2000) è stato un romanziere e giornalista francese.

## Biografia
Era il padre del fotografo Éric Droit (1954-2007). Dopo aver studiato alla Faculté de Lettres di Parigi e a Sciences-Po, Droit si arruolò nell'esercito nel 1944 e rimase ferito vicino a Ulma nel mese di aprile 1945. Lavorò in radio e come giornalista televisivo, dopo la seconda guerra mondiale. Dal 1960 fu l'intervistatore televisivo preferito del generale de Gaulle.
Il suo primo romanzo, Plus rien au monde, fu stampato nel 1954.
Nel 1964 Droit vinse il Grand Prix du roman de l'Académie française per il suo romanzo Le Retour. Il 6 marzo 1980, lo stesso giorno in cui venne eletta Marguerite Yourcenar, divenne anch'egli membro dell'Académie française, in sostituzione di Joseph Kessel.
Droit scrisse una polemica contro un adattamento del La Marsigliese come Aux armes et cætera di Serge Gainsbourg, per "provocare" l'antisemitismo e rendendo le cose più difficili per i suoi "correligionari". Fu attaccato per questa posizione da parte del MRAP.
Durante un safari in Camerun nel 1989, uccise accidentalmente uno dei suoi compagni di viaggio.
Droit morì nel 2000 dopo una lunga malattia; è sepolto nel Cimitero di Passy.

## Pubblicazioni
- De Lattre Maréchal de France, Pierre Horay, 1952 (livre sur Jean de Lattre de Tassigny)
- André Maurois, Éditions universitaires, 1953 (livre sur André Maurois)
- Plus rien au monde, Prix Max Barthou, Ferencz, 1954
- Jours et Nuits d’Amérique, Georges Nizet, 1954
- Visas pour l’Amérique du Sud, Gallimar, 1956
- Pueblo, Julliard, 1957
- J’ai vu vivre le Japon, Fayard, 1958
- Panoramas mexicains, Fayard, 1960
- La Camargue, Prix Carlos de Lazerme, Benjamin Arthaud, 1961
- Le Retour, Grand Prix du roman de l'Académie française, Julliard, 1964
- Les Compagnons de la Forêt-Noire, Julliard, 1966, Tome 1 de la série "le temps des hommes"[2]
- La Fille de l’ancre bleue, Solar, 1967
- L’Orient perdu, Julliard, 1969, Tome 2 de la série "le temps des hommes"[2]
- L’Homme du destin, Larrieu-Bonnel, 1972
- La Ville blanche, Julliard, 1973, Tome 3 de la série "le temps des hommes"[2]
- La coupe est pleine, France-Empire, 1975
- La Mort du connétable, Julliard, 1976, Tome 4 de la série "le temps des hommes"[2]
- Les Feux du crépuscule, Plon, 1977
- Les Clartés du jour, Plon, 1978
- Le Lion et le Marabout, Plon, 1979
- Les Lueurs de l’aube, Plon, 1981
- Une plume et un micro, Plon, 1982
- Et maintenant si nous parlions de l’Afrique du Sud, Plon, 1983
- Une fois la nuit venue, Plon, 1984
- Lettre ouverte à ceux qui en ont plus qu’assez du socialisme, Albin Michel, 1985
- La Rivière de la guerre, Julliard, 1985
- Le Fils unique, Plon, 1988
- Le Rendez-vous d’Elchingen, Plon, 1990
- Nous parlerons de Rome, Le Fallois, 1992
- Le Temps d’apprendre à vivre, Le Rocher, 1993
- Le Temps qui tient au cœur, Le Rocher, 1996